# Клімонтув (Єнджейовський повіт)
Клімонтув (пол. Klimontów) — село в Польщі, у гміні Сендзішув Єнджейовського повіту Свентокшиського воєводства.
Населення — 359 осіб (2011).
У 1975-1998 роках село належало до Келецького воєводства.

## Демографія
Демографічна структура на день 31 березня 2011 року:
|          | Загалом | Допрацездатний вік | Працездатний вік | Постпрацездатний вік |
| -------- | ------- | ------------------ | ---------------- | -------------------- |
| Чоловіки | 168     | 27                 | 114              | 27                   |
| Жінки    | 191     | 37                 | 99               | 55                   |
| Разом    | 359     | 64                 | 213              | 82                   |